# لج و لجبازی (فیلم ۱۳۸۸)
لج و لجبازی فیلمی سینمایی به کارگردانی سیدمهدی برقعی و نویسندگی حمید گرشاسبی محصول سال ۱۳۸۸ است.

## بازیگران
| بازیگر         | نقش    |
| -------------- | ------ |
| امیر جعفری     | فرهاد  |
| سارا خوئینی‌ها  | پونه   |
| نیما شاهرخ‌شاهی | نریمان |
| سیاوش خیرابی   | مانی   |
| سحر قریشی      | سایه   |
| سحر زکریا      | مینا   |
| ساعد هدایتی    | سپهر   |

## دست اندر کاران
- صدابردار: شهرام متولی‌باشی
- صداگذار: آرش قاسمی
- طراح چهره‌پردازی: مهدیه اعرابی
- طراح صحنه و لباس: افسانه صمدزاده

## جزئیات
این فیلم اولین فیلم سحر قریشی است که او توسط سارا خوئینی‌ها برای بازی در این فیلم انتخاب شد که سرآغاز ورود «قریشی» به سینما و تلویزیون شد.
- ژانر: کمدی رمانتیک
- رنگ: رنگی
- صدا: Mono
- لوکیشن: تهران

## خلاصه فیلم
مرد و زنی از هم جدا می‌شوند و پس از این جدایی سر و کلهٔ جوانی پیدا می‌شود که عاشق زن است و …